# جالاو
جالاو هو مشروب ساخن من البرتغال مصنوع من الإسبريسو ورغوة الحليب . على غرار كافيه لاتيه أو مقهى أو لايت ، يتكون من حوالي ربع القهوة وثلاثة أرباع الحليب الرغوي. يتم تقديمه في كأس طويل ، على عكس غاروتو الأصغر الذي يتم تقديمه في ديمتاس . عندما تكون النسبة 1: 1 تسمى meia de leite (نصف الحليب) وتأتي في فنجان.